# Vejen til søen
|  | Denne artikel er oprettet af botten PalnaBot ud fra en ekstern database. Den kan derfor have sproglige fejl eller mangler. Denne skabelon kan fjernes efter kontrol af indholdet. |

Vejen til søen er en dokumentarfilm fra 1950 instrueret af Robert Saaskin efter manuskript af Johannes Allen.

## Handling
En skildring af unge sømænds uddannelse. Man følger dem på sømandsskolerne og ser den teoretiske uddannelse i navigation, motorlære, rigning osv., ligesom man følger dem på skolernes øvelsesbåde. Endelig viser filmen, hvorledes de unge mennesker gennem forhyringskontoret får hyre og fortsætter den videre uddannelse i handelsflåden.